# VideoGuard
 (novembre 2023).
VideoGuard est un système de chiffrement des chaînes de télévision.
Ce système de chiffrement est utilisé par différents bouquets satellitaires comme le Sky Group, ses filières comme SKY Italia ou encore le service nordique Viasat (en).